# Tabloid (programma televisivo)
Tabloid è stato un programma televisivo di Italia 1 trasmesso tutti i martedì dal 28 giugno al 16 agosto 2011.

## Il programma

### Produzione, autori e regia
Coprodotto da Videonews e da Studio Aperto, Tabloid era un programma firmato da Giovanni Toti e Claudio Brachino, a cura di Monica Gasparini, Federico Novella e Paola Bartoccelli. Alla regia, Mario Bruschini. Al programma collaborava anche Francesca Fogar.

### Conduzione
Era condotto dalla giornalista di Studio Aperto Monica Gasparini, con la partecipazione di Silvia Carrera (anch'ella di Studio Aperto) e di Monica Coggi, giornalista di Videonews. Ognuna di loro aveva un tema da approfondire.
- Monica Gasparini: attualità ed inchieste (la conduttrice master)
- Silvia Carrera: cronaca bianca e gossip (la sub-conduttrice n.1)
- Monica Coggi: cronaca nera e gialli (la sub-conduttrice n.2)

### Rubriche
- Censored: rubrica dedicata alle immagini esclusive mai rese pubbliche sui vip del momento condotta da Gabriele Parpiglia.
- Extremamente: rubrica dedicata agli ufo e ad altri fenomeni paranormali condotta da Sabrina Pieragostini.
- Il Pagellone: rubrica che affrontava con ironia le immagini più curiose delle celebrities.
- Page 3: caratteristica rubrica in stile tabloid dedicata alla ragazza della settimana.

## Cast
Fra gli inviati del programma troviamo Carlotta Maggiorana e due ex-concorrenti del Grande Fratello 11 (Guendalina Tavassi e Margherita Zanatta).
Fra le partecipanti vip della rubrica "Page 3" troviamo Veronica Ciardi, Sarah Nile, Claudia Galanti, Natalia Borges, Rosa Baiano, Micol Ronchi, Laura Drzewicka, Francesca De André, Elena Morali, Pasqualina Sanna, Ludovica Leoni, Monica Ricchetti, Nora Amile, Marika Baldini, Veridiana Mallmann, Rosaria Cannavò, Cecilia Rodríguez (sorella minore di Belén Rodríguez) e altre modelle: da tale rubrica fu ricavato un calendario 2011/2012 con le modelle citate (proprio come si era fatto con la rubrica "Backstage" di Mitici '80 nell'estate precedente).